# Отношения между Босна и Херцеговина и Русия
Босненско-руските отношения са двустранните отношения между европейските държави Босна и Херцеговина и Русия.
Те се развиват след отделянето на Босна и Херцеговина при Разпадането на Югославия. Русия участва в управлението на страната след Дейтънското споразумение от 1995 година, до 2003 година поддържа свой военен контингент и е в близки връзки с Република Сръбска, една от съставните части на Босна и Херцеговина.
Двете страни поддържат пълни дипломатически отношения. Босна и Херцеговина има свое посолство в Москва, а Русия – в Сараево. Към април 2023 година посланик на Босна и Херцеговина в Москва е Желко Самарджия, а посланик на Русия в Сараево е Игор Калабухов,